# An Rinn
Pour les articles homonymes, voir Ring.
Ring (An Rinn, « la pointe ») est une zone de langue irlandaise, ou Gaeltacht, dans le comté de Waterford sur le rivage occidental de la baie de Dungarvan dans le sud de l'Irlande.
Le village principal est Ringville. Helvick Head, le point le plus oriental du promontoire, est une zone de pêche importante. Il y a aussi un pensionnat gaélophone, Coláiste na Rinne.